# 안재준 (2001년)
안재준(安在俊, 2001년 4월 3일~)은 대한민국의 축구 선수이다. 현재 K리그1 포항 스틸러스에서 뛰고 있다. 포지션은 센터포워드, 왼쪽 윙어, 오른쪽 윙어다.

## 구단 경력
2020 시즌을 앞두고 울산 현대에 입단하면서 커리어를 시작했다. 입단 직후 체코의 FK 믈라다 볼레슬라프로 임대 이적했다.
2021 시즌을 앞두고 임대 생활을 마치고 울산으로 복귀했으며 이후 K리그2의 부천 FC 1995로 완전이적했다.

## 수상 내역

### 구단

#### 포항 스틸러스
- 코리아컵
  - 우승 : 2024